# Callionymus zythros
 Callionymus zythros és una espècie de peix de la família dels cal·lionímids i de l'ordre dels cipriniformes que es troba a Papua Nova Guinea.